# 蒋裕燕
蔣裕燕（2004年11月2日—）是一名中国残疾游泳运动员，她在2020年东京残奥会上取得2金1银，2024年巴黎残奥会取得7金，为巴黎残奥会获得最多奖牌的运动员。

## 个人经历
蒋裕燕在四岁时（2008年）在一场车祸中失去右臂和右腿；但家人并未给予其特殊照顾，反而选择训练其独立自理能力。在八岁时，蒋裕燕母亲为了让她落水后也能自救而选择送其去学习游泳。并因此成功入选残疾人游泳队，从此开始游泳职业生涯。
2025年，蒋裕燕獲得劳伦斯世界体育奖最佳残疾人运动员榮譽。

## 资料来源
1. ↑  徐雯婷. . 新蓝网 (中国新闻网). 2024-09-08  [2024-09-09]. （原始内容存档于2024-09-08）.
2. ↑  . 云南网 (新华网). 2024-09-08  [2024-09-09]. （原始内容存档于2024-09-08）.
3. ↑  . 新华网_让新闻离你更近. 2025-04-22  [2025-04-22] （中文）.